# Quilapayún en Argentina vol. 2
Quilapayún en Argentina vol. 2 es el cuarto álbum en directo oficial de la banda chilena Quilapayún, publicado en 1985. Fue grabado en un concierto realizado en Argentina en noviembre de 1983, fecha en que en Chile todavía estaba presente la dictadura militar.
Este álbum es la continuación de Quilapayún en Argentina, lanzado en 1983.

## Lista de canciones
| N.º | Título                                                                                    | Letras                | Música              | Duración |  |
| 1.  | «El árbol de los libres» (de Umbral)                                                      | Pablo Neruda          | Rodolfo Parada      |          |  |
| 2.  | «Vamos mujer (Canción II + interludio instrumental II)» (de la Cantata de Santa María...) | Luis Advis            | Luis Advis          |          |  |
| 3.  | «Re-volver» (de Tralalí tralalá)                                                          | Eduardo Carrasco      | Desiderio Arenas    |          |  |
| 4.  | «Canto negro» (de Alentours)                                                              | Nicolás Guillén       | Eduardo Carrasco    |          |  |
| 5.  | «Mi Patria» (de Patria)                                                                   | Fernando Alegría      | Eduardo Carrasco *  |          |  |
| 6.  | «Retrato de Sandino con sombrero» (de La revolución y las estrellas)                      | Desiderio Arenas      | Eduardo Carrasco ** |          |  |
| 7.  | «Dispajarate» (de La revolución y las estrellas)                                          | instrumental          | Eduardo Carrasco    |          |  |
| 8.  | «Memento» (de Darle al otoño...)                                                          | Federico García Lorca | Gustavo Becerra     |          |  |
| 9.  | «El alma llena de banderas» (de El pueblo unido...)                                       | Víctor Jara           | Víctor Jara         |          |  |
| 10. | «La batea» (de Vivir como él y Adelante)                                                  | Quilapayún            | Toni Taño *         |          |  |

*: arreglos de Quilapayún.
**: arreglos de Patricio Wang.
La canción «Re-volver» fue interpretada en dicho concierto antes del lanzamiento del álbum de estudio donde aparece por primera vez, Tralalí tralalá.

## Créditos
Quilapayún1
- Eduardo Carrasco 2
- Carlos Quezada
- Willy Oddó
- Hernán Gómez
- Rodolfo Parada
- Hugo Lagos
- Guillermo García
- Ricardo Venegas

1 : Patricio Wang, integrante de la banda en ese entonces, no participó en este álbum.

2 : como director musical, no como intérprete.